# Park Narodowy Tubkalu
Park Narodowy Tubkalu (fr. Parc national de Toubkal, arab. منتزه وطني توبقال, Al-Muntazah al-Watani Tubkal) – park narodowy w Maroku, w środkowej części Atlasu Wysokiego. 

## Opis
Park Narodowy Tubkalu obejmuje ochroną najwyższe łańcuchy górskie Afryki Północnej z najwyższym szczytem Atlasu Tubkalem (4167 m n.p.m.). Jego powierzchnia wynosi 380 km².
Ustanowiony 19 stycznia 1942 roku jest najstarszym parkiem narodowym na terenie Maroka. Został utworzony w celu ochrony najwyższych szczytów Atlasu, lasów z dębami szypułkowymi i jałowcami w regionie Marrakeszu, rzadkiej fauny (arui grzywiastej, orła przedniego i ryb z gatunku Salmo trutta) oraz malowniczych krajobrazów, w tym jeziora Dajat Ifni (fr. Lac d'Ifni).

## Flora i fauna
Park charakteryzuje się bogatą bioróżnorodnością i piętrowością roślinną. Odnotowano tu 145 z 164 taksonów roślin występujących w Atlasie Wysokim; 55 gatunków to endemity. Rosną tu m.in. dęby ostrolistne, żywotniki, jałowce fenickie i hiszpańskie oraz rozmaite kserofity.
Na terenie parku występuje 95 gatunków ptaków, m.in. orzeł przedni, orzeł południowy, orzełek włochaty, gadożer zwyczajny, a także orłosęp i płochacz halny. Odnotowano tu 70 gatunków motyli, także endemicznych, m.in. Lycaena phoebus. W rezerwacie Takhekhort żyje duża populacja arui grzywiastej .

## Stanowiska archeologiczne

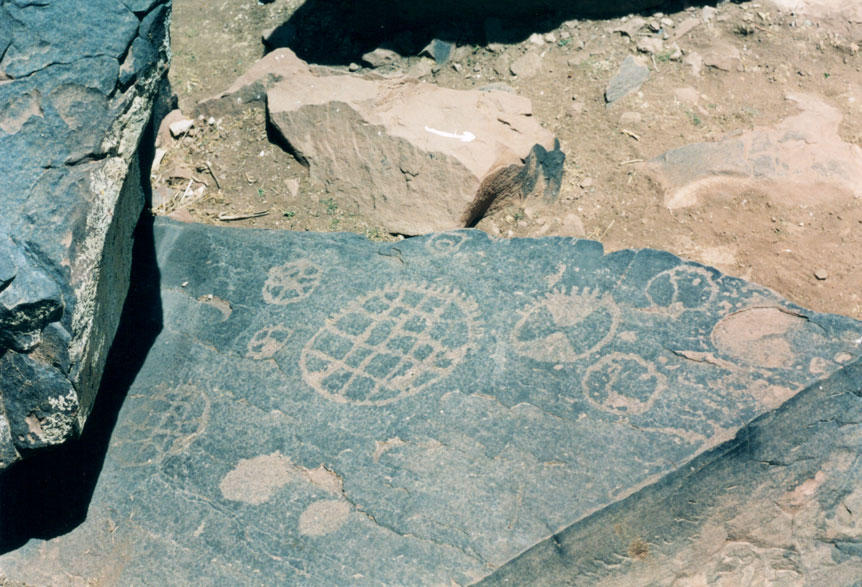
Petroglify w Oukaïmeden

W dolinie Oukaïmeden znajdują się prehistoryczne petroglify przedstawiające zwierzęta (m.in. słonie, koty i węże), postaci antropomorficzne, różne rodzaje broni oraz liczne symbole geometryczne. 250 stanowisk obejmuje 1000 przedstawień. Najstarsze rysunki przedstawiające zwierzęta datowane są na 3 tys. lat p.n.e., wizerunki broni i wojowników pochodzą z 2 tysiąclecia p.n.e., najmłodsze wykonano po nadejściu islamu w ok. VII w. n.e.
Rysunki objęto ochroną w 1951 roku. W 2012 roku doszło do zniszczenia jednego z petroglifów przedstawiającego bóstwo słońca.